# Bruno Wyrobisz
Bruno Wyrobisz (ur. 15 maja 1900 w Krakowie, zm. 2 kwietnia 1973 w Marcówce k. Zembrzyc) – kapłan rzymskokatolicki diecezji łuckiej, doktor prawa kanonicznego, społecznik, działacz oświatowy, założyciel szkoły w Harbutowicach.
Wyświęcony w 1923 r. w Łucku na Wołyniu. W latach 1925–1929 studiował prawo kanoniczne na Katolickim Uniwersytecie Lubelskim, uzyskując stopień doktora. Przez następne dwa lata pracował jako katecheta w Łucku. W latach 1931–1939 był proboszczem w Rokitnie w powiecie sarneńskim. Rozbudował tu drewniany kościół pw. św. Teresy. Zbudował też kościół filialny we wsi Budki Snowidowickie. 1 września 1939 r. jako kapitan rezerwy został powołany do Wojska Polskiego. Opuścił na stałe Wołyń, przenosząc się do rodzinnej archidiecezji krakowskiej. Od 1939 r. posługiwał jako wikariusz w parafii w Stryszowie, biorąc udział w konspiracyjnym nauczaniu. Po wojnie organizował szkolnictwo zawodowe w Stryszowie, Zembrzycach i Sułkowicach. W latach 1947–1952 był dyrektorem szkoły handlowej w Harbutowicach, którą sam założył. Od administrator parafii w Harbutowicach. W latach 1960–1972 proboszcz parafii w Sułkowicach. W 1964 r. doprowadził do konsekracji tutejszego kościoła.